# Etty Mulder
Etty Martha Mulder (Arnhem, 30 maart 1946 - Maarn, 18 mei 2020) was een Nederlands musicologe en cultuurhistorica.

## Levensloop
Etty Mulder promoveerde in 1978 bij Hélène Nolthenius aan de Universiteit Utrecht en was van 1982 tot 2007 hoogleraar aan de Radboud Universiteit Nijmegen (tot 2004 Katholieke Universiteit Nijmegen) in de Muziekwetenschap, Algemene Cultuurwetenschappen en de Holocaust in de kunst.  Etty Mulder heeft verschillende studies verricht naar psychoanalyse in relatie tot kunst, en muziek in het bijzonder. Ze deed onderzoek naar structurele parallellen tussen de kunsten, onder meer het beeldend werk van Paul Klee en de muziek van Pierre Boulez onder de titel Le Pays Fertile (2013-2020).

## Onderscheiding
Op 4 april 2011 werd zij door de Franse regering onderscheiden als 'Chevalier dans l'Ordre des Arts et des Lettres'.

## Publicaties
- Guillaume de Machaut, een grensbewoner. Samenhang van allegorie en muziek bij een laat-Middeleeuwse dichter-componist. Amsterdam, Stichting Musicater, 1978 (proefschrift)
- Hildegard. Een genie uit de middeleeuwen. Baarn, Ambo, 1982 (3e druk 1998)
- Muziek, ethos, kosmos : een kanttekening bij de musicologie als wetenschappelijke traditie. Baarn, Ambo, 1983
- Muziek in spiegelbeeld : essays over muziekfilosofie en dieptepsychologie. Baarn, Ambo, 1985
- De paradoxen van de vernieuwing : het nieuwe als macht, mythe en cliché. Nijmegen, Markant, 1985. (Met een inl. van Hermann von der Dunk)
- Freud en Orpheus of hoe het woord de muziek verdrong. Utrecht, HES, 1987
- Terugstrevend naar ginds. De wereld van Hélène Nolthenius. Feestbundel ter gelegenheid van haar 70e verjaardag. Redactie, samenstelling en bibliografie Etty Mulder. Nijmegen, SUN, 1990
- De zang van vogelvrouwen : psychoanalytische verkenningen in mythe en muziek. Leiden, Plantage, 1994
- Wort, Bild, Gedanke, Zu Schoenbergs Moses und Aron in : Vom Neuwerden des Alten: Ueber den Botschaftcharakter des Musikalischen Theaters.Studien zur Wertungsforschung, Bnd. 29 Hrsg. Otto Kolleritsch, Wien- Graz, Universal Edition 1995 p. 63-79
- Schoenbergs Ein Ueberlebender aus Warschau in: Das Aufgesprengte Kontinuum : Ueber die Geschichtsfähigkeit der Musik :  Studien zu Wertungsforschung, Bnd. 31 Hrsg. Otto Kolleritsch, Wien-Graz, Universal Edition 1996 p.129-147
- Fliessende Uebergänge : historische und theoretische Studien zu Musik und Literatur. Hrsg. von Etty Mulder und Hans Ester Amsterdam-Atlanta, 1997
- Op zoek naar Eurydice : over psychoanalyse en kunst. Amsterdam, Boom, 1999
- De schone verbeelding van de dood : over verwerking en vormgeving van een levensprobleem. Nijmegen, Nijmegen University Press, 1999 (M.m.v. Hans Ester)
- Boulez-schriften [stichter van de reeks, coördinator, auteur] zes edities. Stichting Pierre Boulez en Uitgeverij In de Walvis, 2005-2014
- De noodzaak van illusie. Uitgebracht ter gelegenheid van het zestigjarig bestaan van de Stichting Kunstenaarsverzet 1942-1945. Veenman, 2007
- 'Psychoanalyse en biografie'. In : Psychoanalyse anno nu. Lezingencaroussel Freudfestival. Assen, Van Gorcum, 2008
- Rede en vervoering. Hélène Nolthenius 1920-2000, biografie. Nijmegen, Vantilt 2009
- Muziek tussen hemel en aarde. De wereld van het Gregoriaans. Geactualiseerde editie van het gelijknamige boek van Hélène Nolthenius met inleiding en bibliografie door Etty  Mulder. Nijmegen, Vantilt, 2009 (3e gewijzigde druk)
- De Sirenen zwegen. Psychoanalyse, mythe, kunst. Amsterdam, Sjibbolet, Oratio-reeks, 2011
- Het vruchtbare land. Pierre Boulez Paul Klee, zielsverwantschap. Stichting Pierre Boulez en Uitgeverij Roelants, 2015
- The fertile land. Pierre Boulez Paul Klee, identifications. Vertaling Eva Pelgrom. Stichting Pierre Boulez en Uitgeverij Roelants, 2015
- De diepte van kunst. Een beschouwing over de hermeneutiek van Anton Ehrenzweig. Amsterdam Sjibbolet, Filosofie-reeks, 2017
- Arnold Schönberg und Wassily Kandinsky: Das Ende einer Freundschaft. In:Abschied als literarisches Motiv in der deutschsprachigen Literatur. Uitg. Hans Ester und Barbara Mariacher. Hamburg, Königshausen und Neumann p. 73-83, 2017

## Over Etty Mulder
- Leo Samama: 'Levensbericht Etty Martha Mulder'. In: Jaarboek van de Maatschappij der Nederlandse Letterkunde te Leiden, 2019-2020, p.131-139